# Turniej o Łańcuch Herbowy Miasta Ostrowa Wielkopolskiego 2003
Turniej o Łańcuch Herbowy Miasta Ostrowa Wielkopolskiego 2003 – turniej żużlowy, rozegrany po raz 51. w Ostrowie Wielkopolskim, w którym zwyciężył Polak Sebastian Ułamek.

## Wyniki
- Ostrów Wielkopolski, 9 listopada 2003
- Sędzia: Stanisław Pieńkowski

| Msc. | Zawodnik              | Państwo               | Pkt   |             |  |
| ---- | --------------------- | --------------------- | ----- | ----------- |  |
| 1    | Sebastian Ułamek      | Włókniarz Częstochowa | 14    | (3,3,2,3,3) |  |
| 2    | Matej Ferjan          | Intar Ostrów          | 12 +3 | (3,2,3,1,3) |  |
| 3    | Tomasz Jędrzejak      | WTS Wrocław           | 12 +2 | (3,3,2,2,2) |  |
| 4    | Robert Miśkowiak      | Polonia Piła          | 11    | (2,2,2,3,2) |  |
| 5    | Maciej Kuciapa        | Stal Rzeszów          | 10 +3 | (3,2,1,1,3) |  |
| 6    | Roman Poważny         | RKM Rybnik            | 10 +2 | (1,0,3,3,3) |  |
| 7    | Stanisław Burza       | Unia Tarnów           | 9     | (1,1,3,3,1) |  |
| 8    | Jacek Rempała         | Unia Leszno           | 9     | (2,3,1,2,1) |  |
| 9    | Krzysztof Stojanowski | Intar Ostrów          | 9     | (2,1,2,2,2) |  |
| 10   | Robert Dados          | WTS Wrocław           | 6     | (1,1,3,d,1) |  |
| 11   | Piotr Dym             | Kolejarz Rawicz       | 5     | (2,0,1,d,2) |  |
| 12   | Janusz Ślączka        | KSŻ Krosno            | 5     | (1,0,1,2,1) |  |
| 13   | Mariusz Fierlej       | TŻ Łódź               | 4     | (0,3,d,1,0) |  |
| 14   | Tomasz Gapiński       | Polonia Piła          | 3     | (0,2,0,1,0) |  |
| 15   | Tomasz Kwiatkowski    | Intar Ostrów          | 1     | (0,1,0,–,–) |  |
| 16   | Przemysław Tajchert   | Intar Ostrów          | 0     | (0,d,0,0,–) |  |
| 17   | rez. Marcin Dąbrowski | Intar Ostrów          | 0     | (0,0)       |  |
| 17   | rez. Tomasz Poprawski | Intar Ostrów          | 0     | (0)         |  |

Bieg po biegu:
1. Jędrzejak, Dym, Poważny, Gapiński
2. Ferjan, Stojanowski, Dados, Fierlej
3. Kuciapa, Rempała, Ślączka, Tajchert
4. Ułamek, Miśkowiak, Burza, Kwiatkowski
5. Jędrzejak, Miśkowiak, Stojanowski, Ślączka
6. Ułamek, Kuciapa, Dados, Dym
7. Rempała, Ferjan, Burza, Poważny
8. Fierlej, Gapiński, Kwiatkowski, Tajchert (d)
9. Dados, Jędrzejak, Rempała, Kwiatkowski
10. Burza, Stojanowski, Dym, Tajchert
11. Poważny, Ułamek, Ślączka, Fierlej (d)
12. Ferjan, Miśkowiak, Kuciapa, Gapiński
13. Ułamek, Jędrzejak, Ferjan, Tajchert
14. Miśkowiak, Rempała, Fierlej, Dym (d1)
15. Poważny, Stojanowski, Kuciapa, Dąbrowski (Kwiatkowski ns)
16. Burza, Ślączka, Gapiński, Dados (d3)
17. Kuciapa, Jędrzejak, Burza, Fierlej
18. Ferjan, Dym, Ślączka, Dąbrowski (Kwiatkowski ns)
19. Poważny, Miśkowiak, Dados, Poprawski (Tajchert ns)
20. Ułamek, Stojanowski, Rempała, Gapiński
21. Bieg o 5. miejsce: Kuciapa, Poważny
22. Bieg o 2. miejsce: Ferjan, Jędrzejak
23. Bieg o Puchar Prezesa KMO: Poważny, Ułamek, Miśkowiak, Stojanowski, Ferjan, Kuciapa